# Metisergide
Il  metisergide è un principio attivo derivato dall'ergot utilizzato per la profilassi dell'emicrania e delle cefalee. La metisergide non è più raccomandata come trattamento di prima scelta a causa degli effetti collaterali derivati dall'uso prolungato. 
La metisergide interagisce con i recettori della serotonina (5-HT). Il suo effetto terapeutico in caso di emicrania è dovuto all'effetto antagonista sul recettore 5-HT2B.

## Indicazioni
La metisergide viene utilizzata esclusivamente per il trattamento dell'emicrania episodica e cronica e cefalea a grappolo episodica e cronica. Viene usata solo nel caso in cui gli altri trattamenti non abbiano dato risultati. Il suo uso dovrebbe essere limitato all'ambito ospedaliero. La metisergide è uno dei farmaci più efficaci per la prevenzione dell'emicrania, ma deve essere assunto quotidianamente come farmaco preventivo, perché non è efficace per il trattamento di attacchi acuti.

## Dosaggi
- 1 mg iniziali da somministrare alla sera, dose che viene aumentata fino a 1–2 mg 3 volte al giorno

## Effetti indesiderati
Fra gli effetti collaterali più frequenti si riscontrano vomito, insonnia, sonnolenza, edema, vertigini, nausea, bruciore di stomaco, alopecia, crampi, tachicardia. ll farmaco presenta poi un noto effetto collaterale, la fibrosi retroperitoneale, che è grave, ma non comune. Questo effetto collaterale si presenta in 1/5000 pazienti. Quando durante il trattamento compaiono segni fibrotici anomali occorre interrompere la somministrazione. Inoltre, aumenta il rischio di disfunzione della valvola cardiaca sul lato sinistro.

## Controindicazioni
Il farmaco è controindicato in soggetti con malattie renali, epatiche, polmonari e cardiovascolari. Da evitare in caso di gravidanza e allattamento.